# Malungs tingslag
Malungs tingslag var ett tingslag i Dalarna i Kopparbergs län. Tingslaget motsvarar dagens Malung-Sälens kommun samt en del av Vansbro kommun, och omfattade knappt 4 713 km².
Tingslaget benämndes mellan 1732 och 1894 Malungs, Lima och Äppelbo tingslag. Tingslaget upphörde 1948 då verksamheten överfördes till Nås och Malungs domsagas tingslag.
Tingslaget hörde före 1902 till Västerdalarnas domsaga och från 1902 till Nås och Malungs domsaga.

## Socknar
Tingslaget omfattade följande socknar: 
- Malungs socken
- Lima socken (ingick till 1731 i Lima tingslag)
- Transtrands socken (ingick till 1731 i Lima tingslag)
- Äppelbo socken (ingick till 1731 i Äppelbo tingslag)